# Фрэнсис, Дэннис
Дэннис Фрэнсис (англ. Dennis Francis, род. 28 ноября 1956 года, Тринидад и Тобаго) — дипломат, постоянный представитель Тринидада и Тобаго при Организации Объединённых наций с 2021 года. В июне 2023 года избран председателем 78-й сессии Генеральной Ассамблеи ООН, которая продлится до сентября 2024 года.

## Биография
Дэннис Фрэнсис родился в 1956 году. Он изучал географию в университете Вест-Индии на Ямайке, и международные отношения в Школе международных исследований Пола Х. Нитце при Университете Джонса Хопкинса в США.
Дэннис Фрэнсис — кадровый дипломат, который начал свою карьеру в консульстве Тринидада и Тобаго в Торонто (1988—1996 гг.) заместителем генерального консула. После этого был назначен заместителем директора Министерства иностранных дел своей страны по международным экономическим и торговым отношениям. В 1997 году возглавил Европейский департамент министерства. В 1999 году он был назначен чрезвычайным и полномочным послом на Кубе, в Доминиканской Республике и Гаити, а также на Ямайке, а через год начал четырёхлетнюю миссию в качестве представителя своей страны в Международном органе по морскому дну. В 2004 году он вернулся послом в Доминиканскую Республику, а в 2006 был назначен постоянным представителем Тринидада и Тобаго при Отделении ООН в Женеве.
В период с 2006 по 2011 год он представлял свою страну в международных организациях в Женеве и Вене, а также в Австрии и Италии. С 2012 года и до выхода на пенсию в 2016 году он возглавлял Управление многосторонних отношений Министерства иностранных дел Тринидада и Тобаго. В 2021 году Дэннис Фрэнсис был возвращён на дипломатическую службу и был назначен постоянным представителем Тринидада и Тобаго при ООН в Нью-Йорке.

1 июня 2023 года он был избран 78-м председателем Генассамблеи. Выступая с трибуны в штаб-квартире ООН в Нью-Йорке, Фрэнсис пообещал на посту председателя уделять приоритетное внимание «содействию конструктивному диалогу». В качестве девиза своего председательства он выбрал «Мир, процветание, прогресс и устойчивое развитие», поскольку, по его мнению, это «четыре высшие цели, стоящие перед международным сообществом» в это критическое время. 5 сентября он сменил занимавшего этот пост с сентября 2022 Чабу Кёрёши из Венгрии. Генеральный секретарь ООН Антониу Гутерриш в своем выступлении отметил, что новый председатель привнесет в работу Генассамблеи важный голос стран, которые менее других оказали влияние на климат, но больше всего страдают от последствий его изменения. 
Деннису Фрэнсису предстоит возглавить Генассамблею в «очень сложный момент» — человечество переживает конфликты, климатический кризис, а также рост бедности, голода и неравенства. Цели устойчивого развития кажутся все менее досягаемыми.

Генеральный секретарь Организации Объединённых Наций Антониу Гутерриш